# SYSTEM.INI
 (février 2023).
Si vous disposez d'ouvrages ou d'articles de référence ou si vous connaissez des sites web de qualité traitant du thème abordé ici, merci de compléter l'article en donnant les références utiles à sa vérifiabilité et en les liant à la section « Notes et références ».
SYSTEM.INI est un fichier de configuration utilisé par Microsoft Windows, des versions Windows 3.0 (1990) jusqu'à Windows Me (2000).
Il permet de charger des pilotes et de définir des variables système, par exemple :
```
wave=mmdrv.dll
timer=timer.drv
EGA80WOA.FON=EGA80850.FON
previousProjectorProcessID=148 
```

Il a été remplacé par la Base de registre dans les versions ultérieures de Windows.